# Kaknäs djurkyrkogård

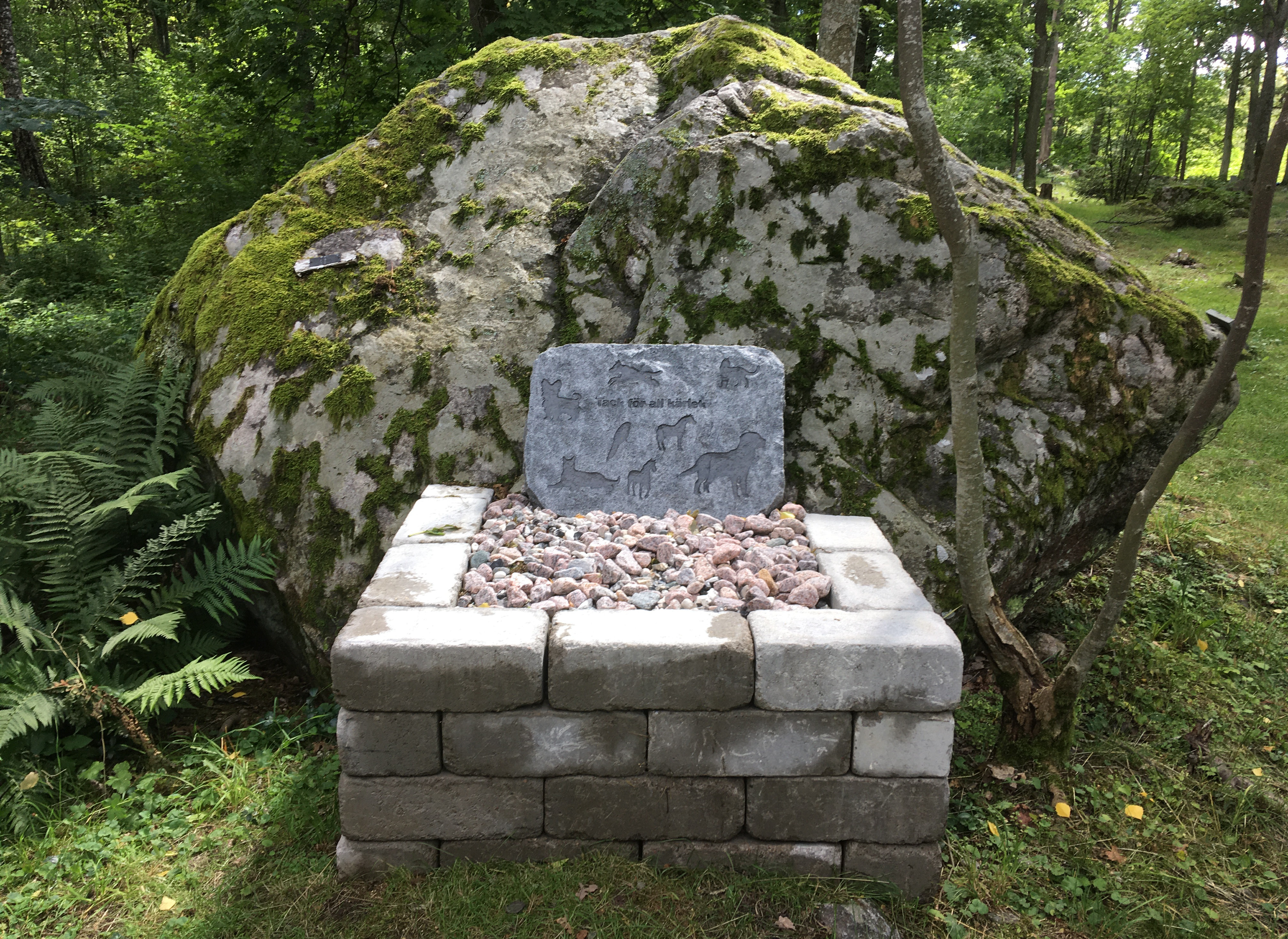
Minnessten vid entrén, juli 2020.
"Tack för all kärlek".

Kaknäs djurkyrkogård är en begravningsplats för husdjur på östra delen av Gärdet i Stockholm. 

## Historik

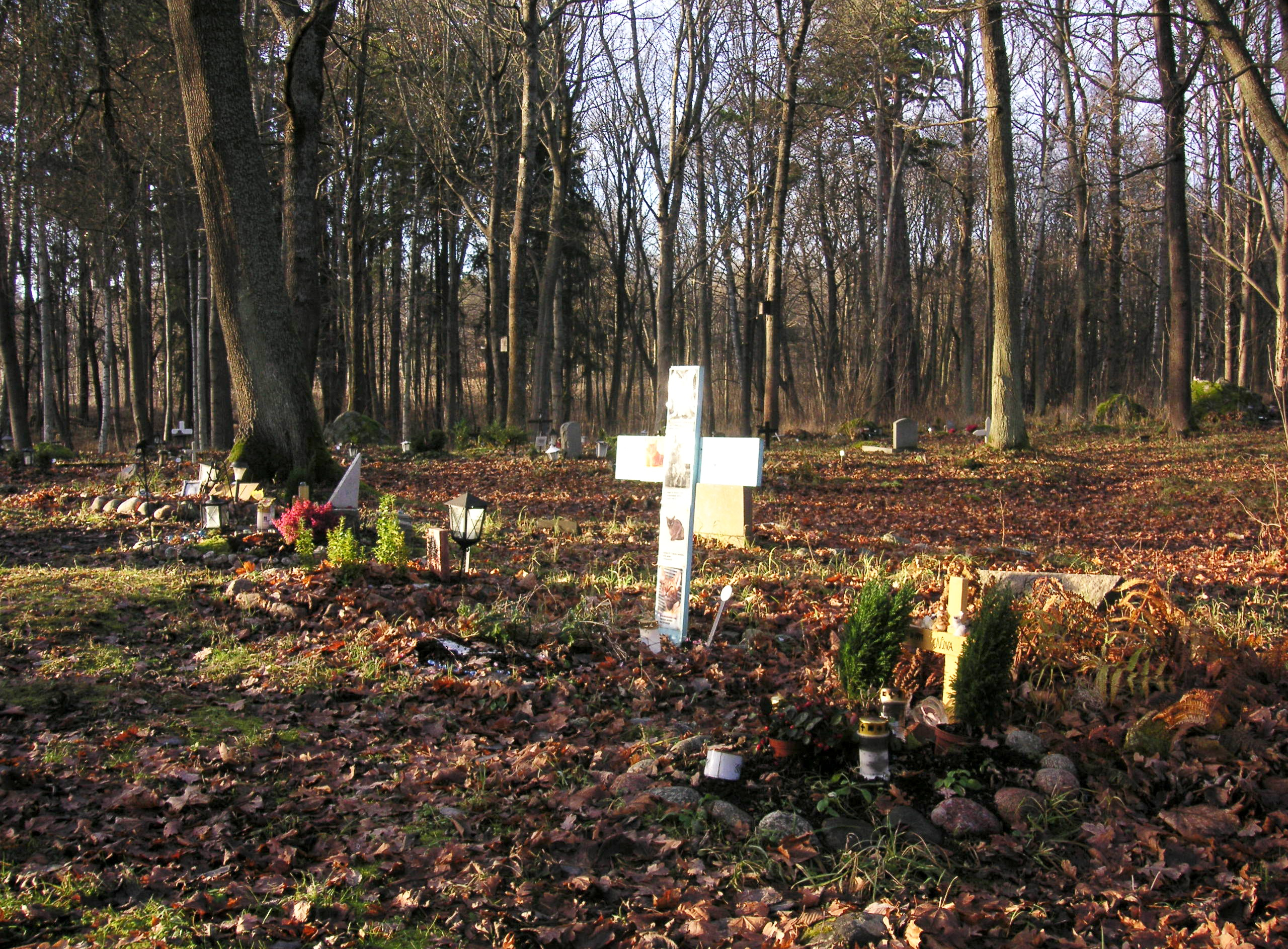
Kaknäs djurkyrkogård i november 2007.

På Kaknäs djurkyrkogård begravdes det första husdjuret för över 140 år sedan men var från början ingen ”officiell” begravningsplats för husdjur. Den äldsta graven tillhörde förmodligen författaren August Blanches hund Nero som levde några år längre än sin ägare. När Neros stoft och gravsten flyttades hit på 1870-talet uppmärksammades händelsen av många Stockholmare. Några följde August Blanches exempel och började begrava sina husdjur här. 
Ett annat känt djur som begravdes här var cirkushästen Don Juan. Hästen var 1957 med i Ingmar Bergmans film Det sjunde inseglet. På kyrkogården fick även polishästen Utter (1975−2006) sin sista vila. Han var i tjänst hos Stockholmspolisen mellan 1980 och 2002, vilket var världsrekord i lång och trogen tjänst inom poliskåren. Bland alla tusentals djur som begravts här finns till och med apor, papegojor, akvariefiskar och lejon. Den största gravstenen tillhör ”Chi-Wu Vårt pyre 10/7 1945 − 17/11 1959 Älskad”.

## Djurkyrkogården
Kaknäs djurkyrkogård ligger i ett skogsområde mellan Kaknästornet och Lidingöbro värdshus, och har en yta av 12 000 m². Verksamheten hade officiellt varit nedlagd sedan år 1940, men det brydde sig Stockholmarna inte mycket om, som framgår av gravstenarnas inskriptioner. 
Sedan år 1993 är det åter tillåtet att begrava husdjur på denna plats. Djuren måste vara kremerade. Från 1995 är Stockholms Kennelklubb ansvarig för driften av Kaknäs djurkyrkogård. Det är inte bara hundar och katter som får begravas här utan alla sorts husdjur som fåglar, kaniner och sköldpaddor. Gravplatsen får prydas med en gravsten, ett kors, en skulptur eller bara växter. För de djurägare som inte vill ha en fast gravplats finns en minneslund där man får sprida askan. Begravning eller spridning av askan får inte ske på egen hand.

## Bilder (gravar i urval)

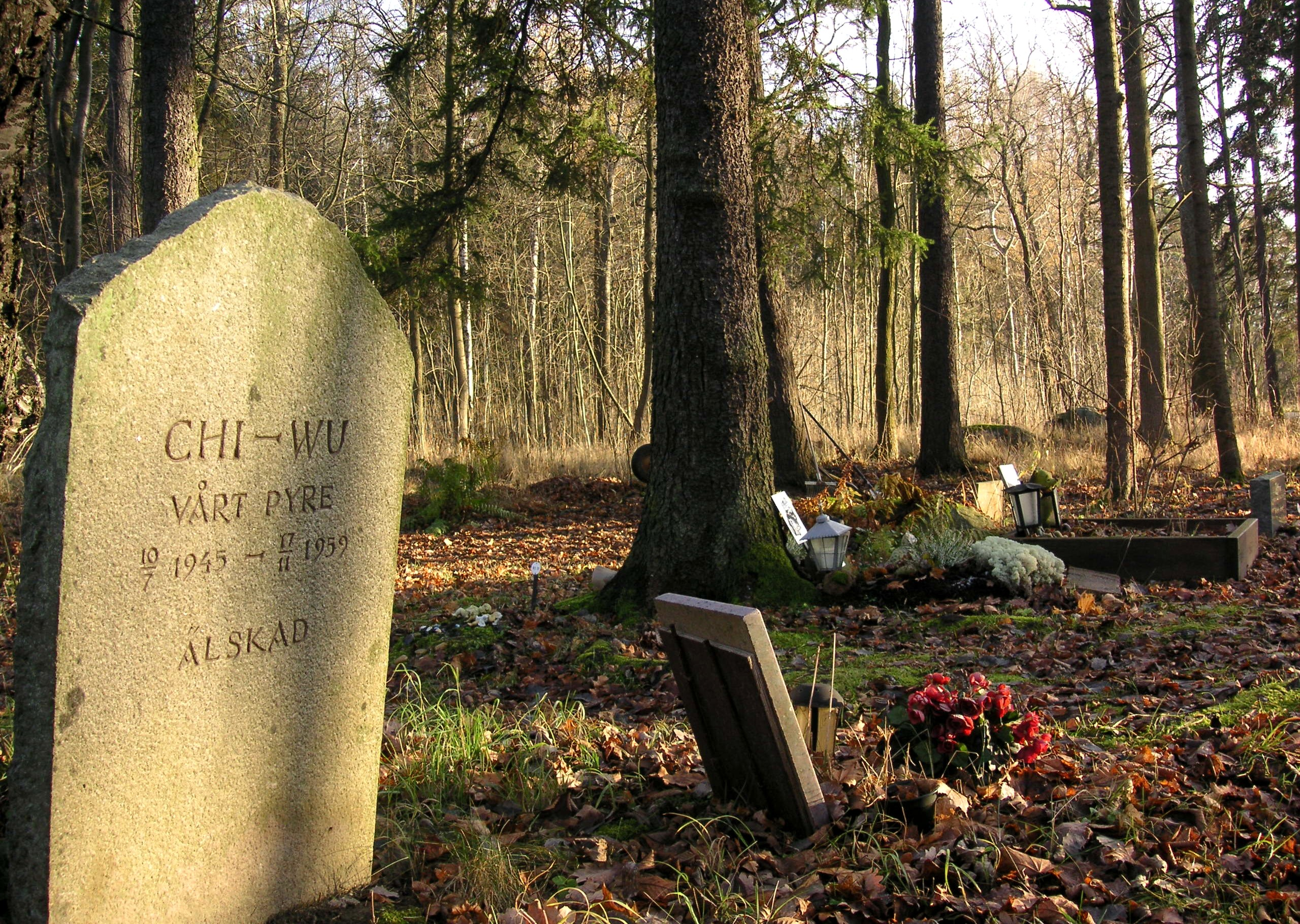
Djurkyrkogårdens största gravsten för "Chi-Wu".
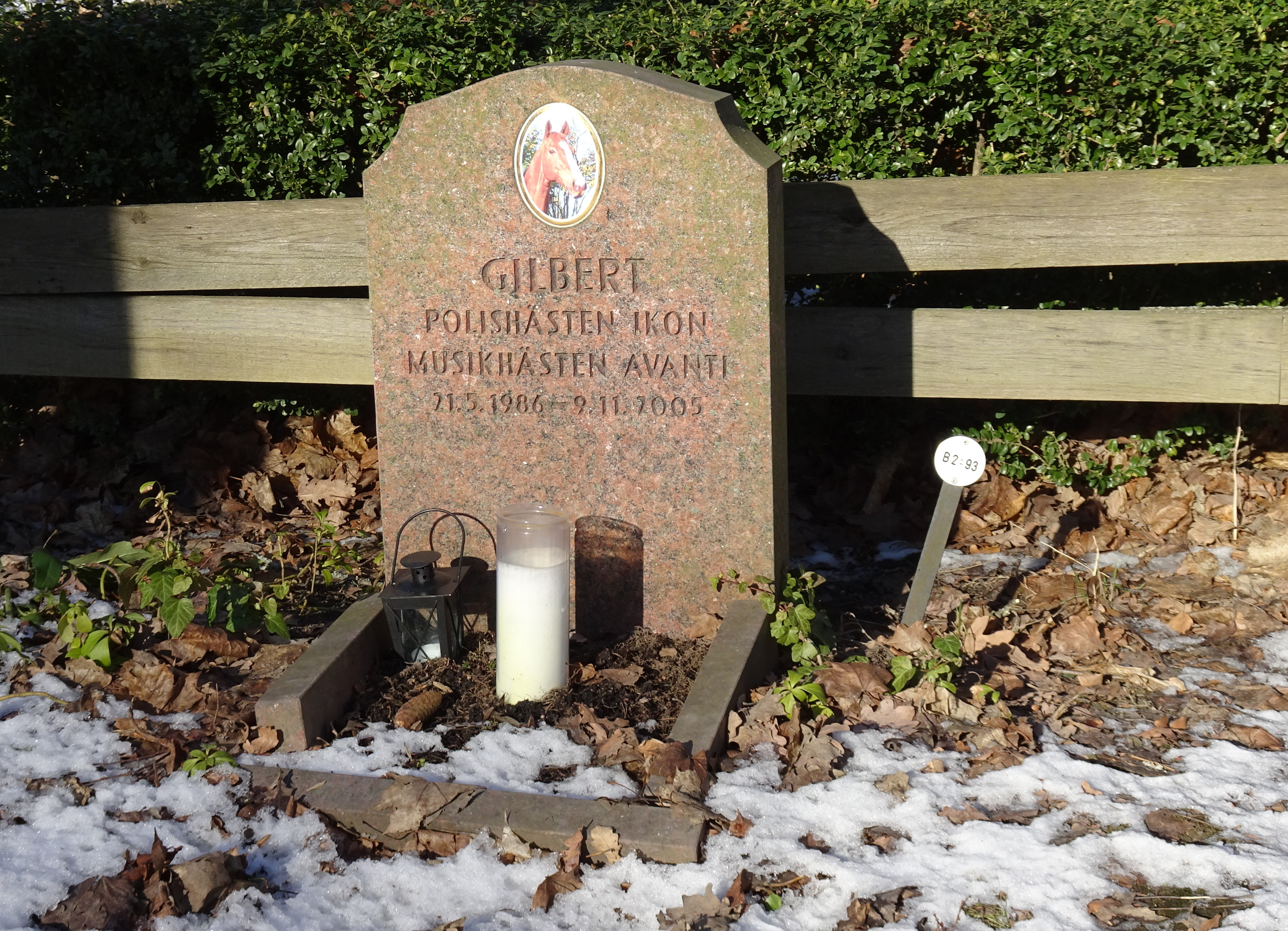
Polishästen "Ikon" och musikhästen "Avanti".
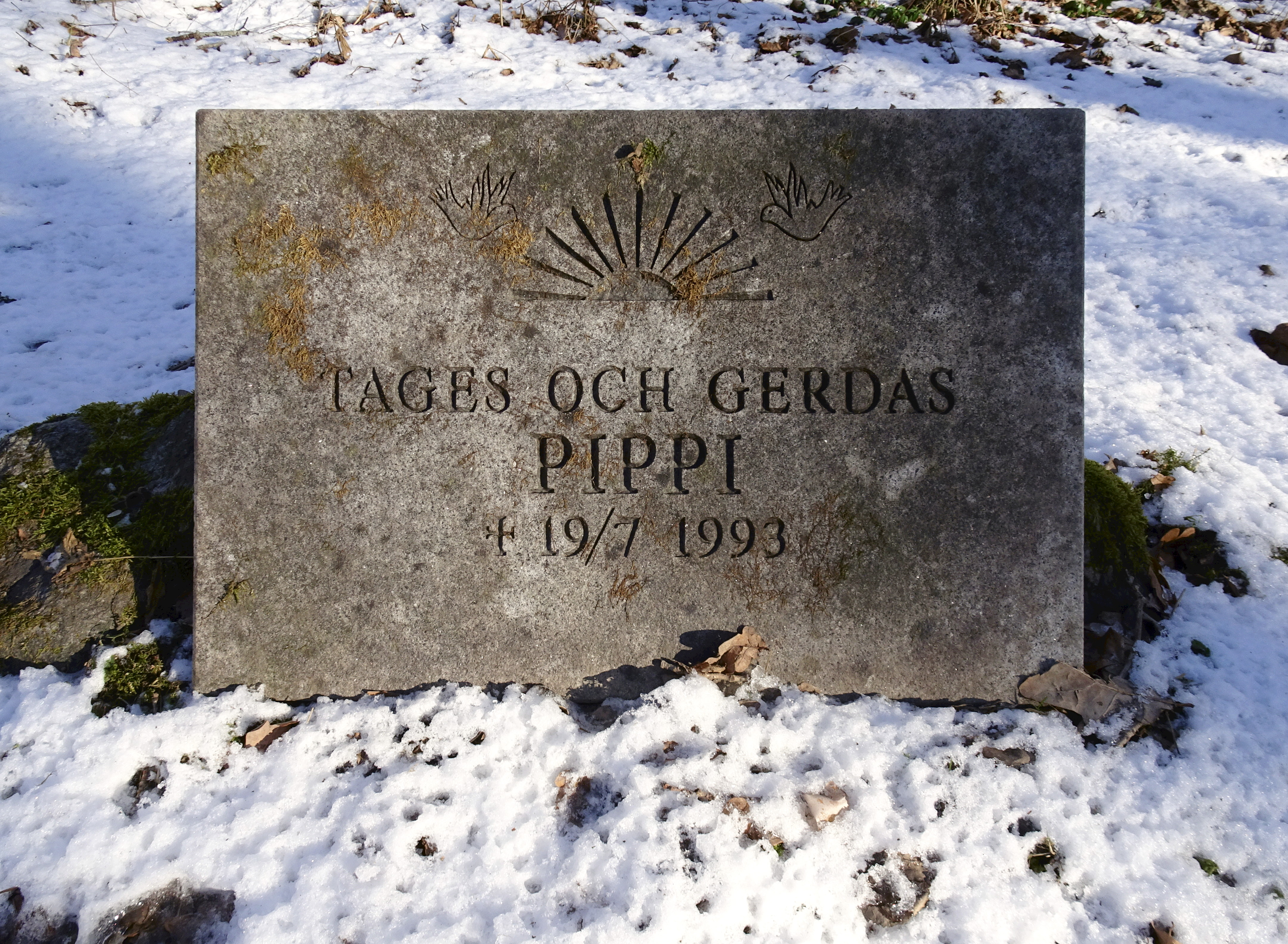
Tages och Gerdas "Pippi".
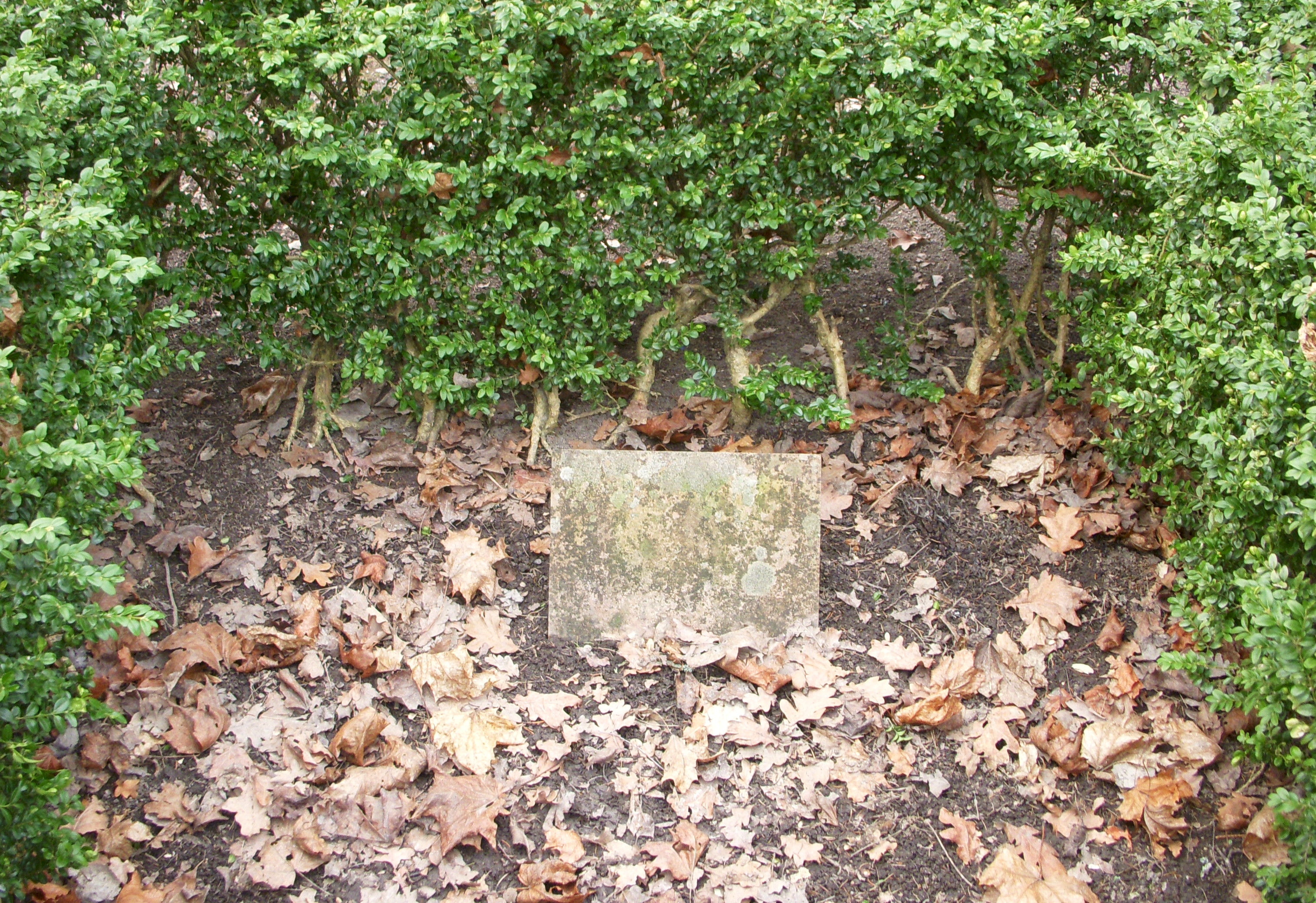
Cirkushästen "Don Juans" grav.